# Можжевельник скальный

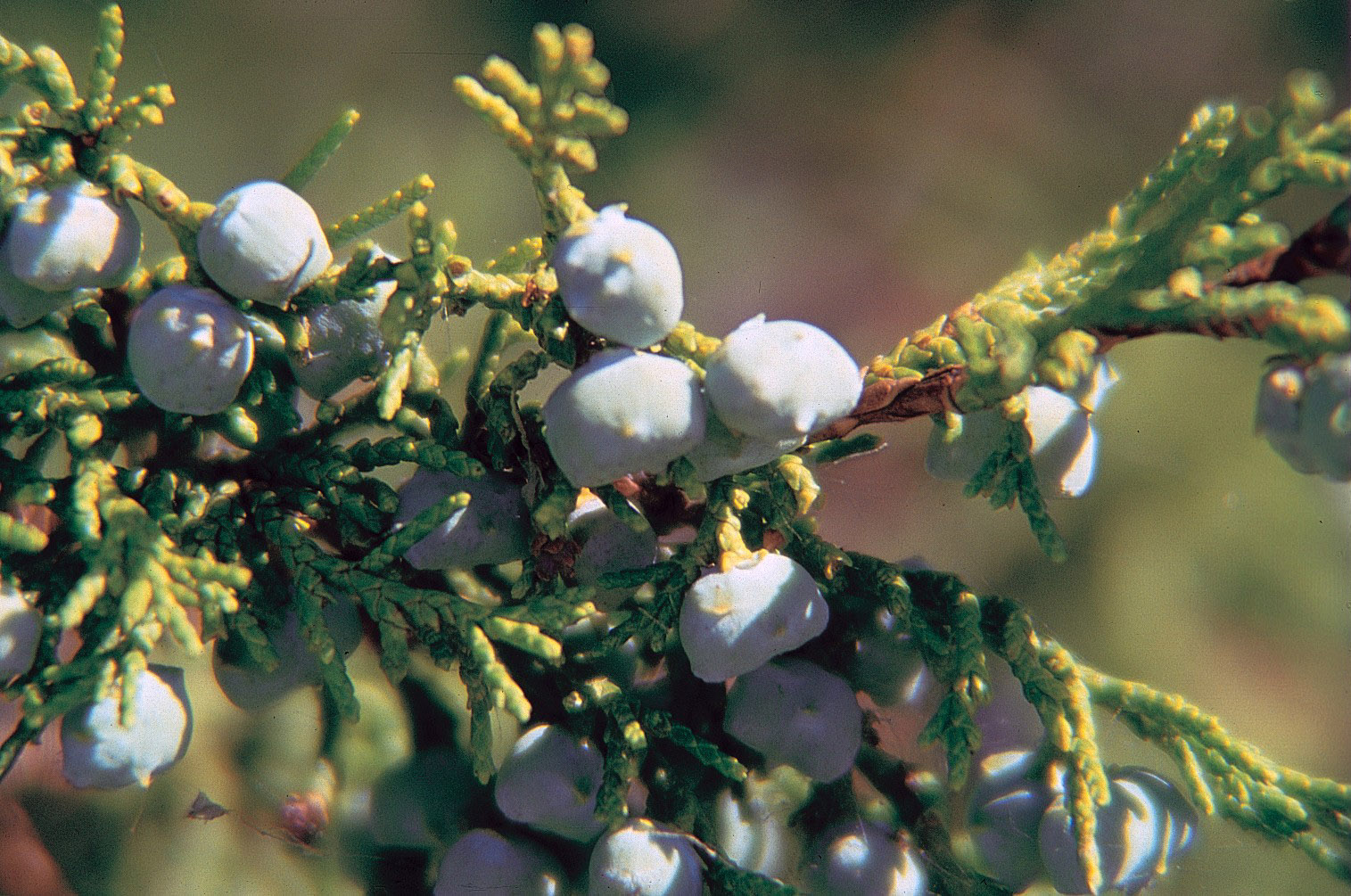
Листья и шишкоягоды

Можжевельник скальный (лат. Juniperus scopulorum) — вид растений рода Можжевельник семейства Кипарисовые.

## Распространение
В естественных условиях растёт в Северной Америке. Встречается в Канаде в Британской Колумбии и юго-западной провинции Альберта, в США и северной Мексике.
Произрастает на каменистых почвах склонов гор на высотах от 1200 до 2700 метров над уровнем моря (0 м на острове Ванкувер и Пьюджет-Саунд).

## Описание
Двудомные кустарники или небольшие деревья до 10—13(20) м высоты, со стволом до 0,8—1(2) м в диам., в культуре обычно намного ниже. Крона начинается почти от основания, коническая, с возрастом округляется. Кора коричневая. Молодые побеги неясно четырёхгранные, около 1,5 мм толщ., светло- или голубовато-зеленые.
Листья тёмно-зелёного, часто сизовато-синего или сине-серого цвета, преимущественно чешуевидные, супротивно расположенные, яйцевидно-ромбические, с туповатой верхушкой, 1—2 мм длиной, 0,5—1 мм шириной. Игловидные листья до 12 мм длиной, 2 мм шириной. Шишкоягоды 4—6 мм в диаметром, шаровидные, темно-синие, с голубым налётом, созревают в конце второго года. Внутри 2, редко 3 ребристых красновато-бурых семян диаметром 4—5 мм.
Кариотип: 2 n = 22.
Близок к можжевельнику виргинскому, веточки более тонкие, но жёстче, неотчётливо четырёхгранные.
В местах соприкосновения ареалов Juniperus scopulorum гибридизует с Juniperus virginiana и Juniperus horizontalis.

## В культуре
В культуре присутствуют сорта с голубой хвоей и пирамидальной кроной. Распространён относительно слабо. Интродуцирован в 1839 году. В Санкт-Петербурге первым испытал Э. Л. Вольф в 1917 году. В Ботаническом саду БИН с 1962 года.
В ГБС с 1963 года. В 8 лет высота 1 м, диаметр кроны 35 см. Ежегодный прирост 12 см. Не пылит. Зимостойкость низкая.
В северных широтах заменяет пирамидальный кипарис. Рекомендуется высаживать на светлых, но защищенных от ветра местах. Хотя выдерживает некоторое затенение, но в более тенистых местах теряет декоративность. Может быть подвержен снеголому.
В Финляндии обычно выращивают столбообразные сорта или сорта с иной правильной формой, которые обычно чувствуют себя лучше, чем естественные разновидности. Их зимостойкость не изучалась. Самым распространенным в Финляндии сортом является, по всей видимости, 'Skyrocket', известный также под названием Juniperus virginiana 'Skyrocket'.

## Сорта

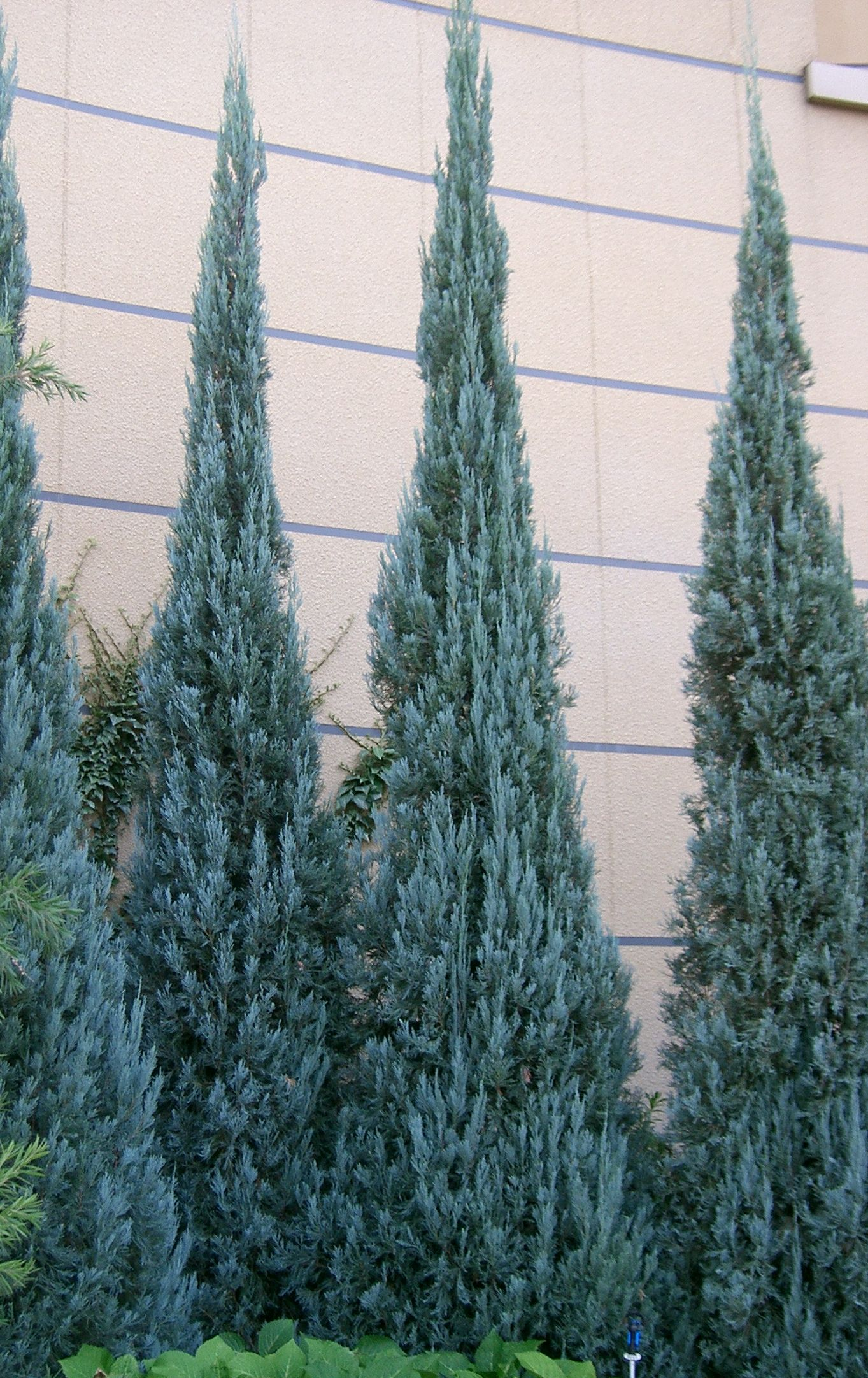
'Blue Heaven'

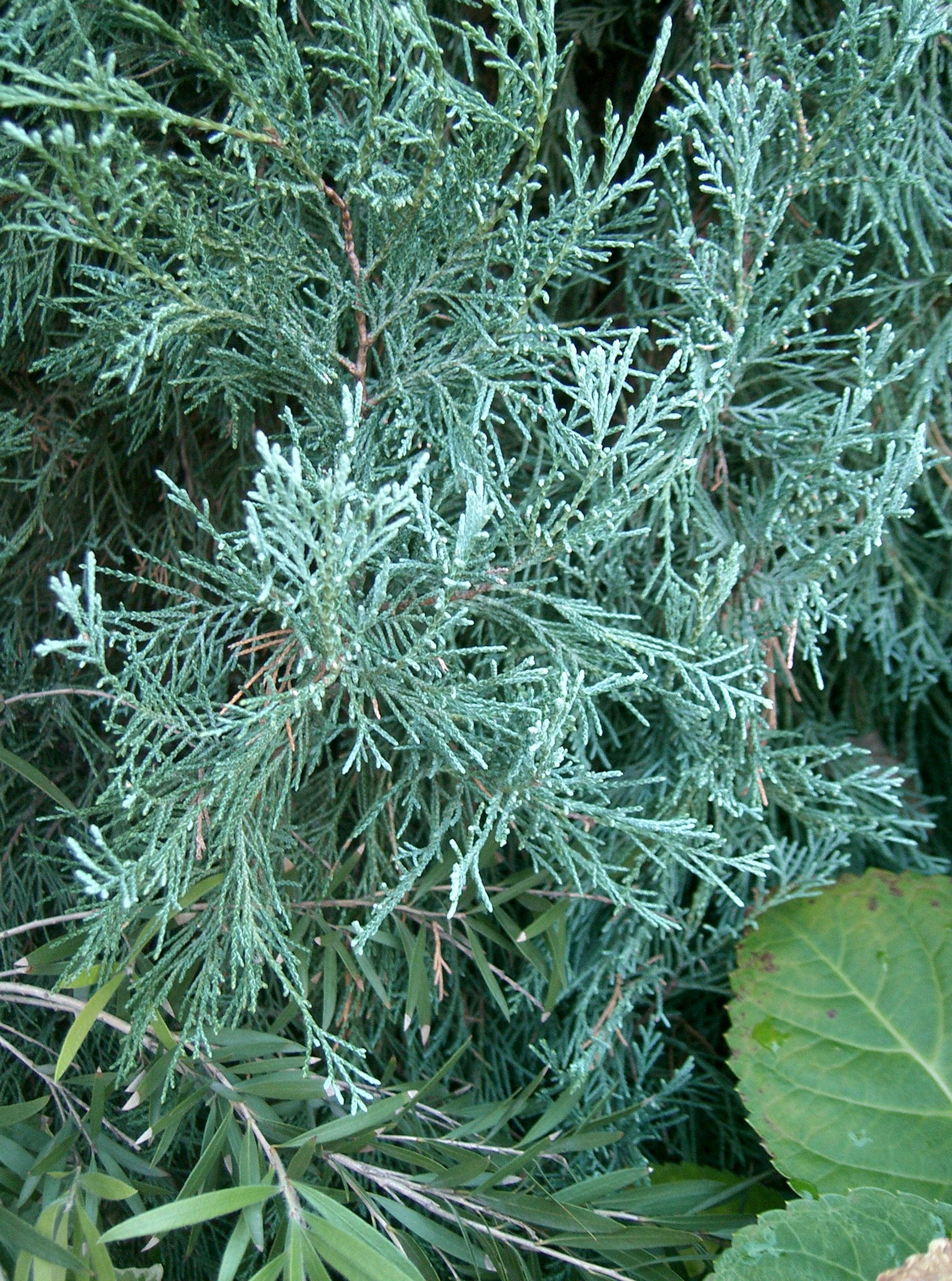
'Blue Heaven'

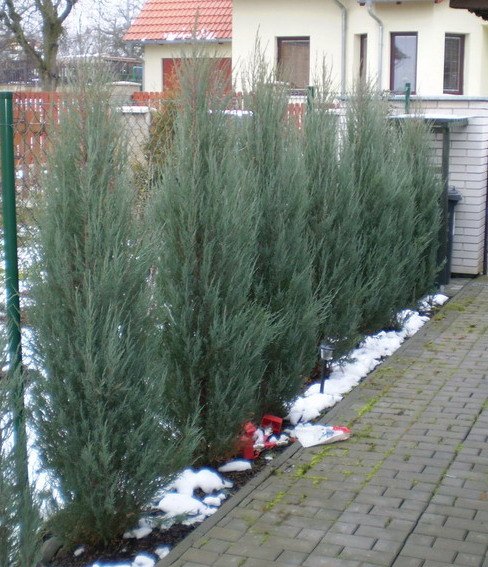
'Skyrocket'

- 'Blue Angel'. Узкая колонновидная форма. Похож на сорт 'Skyrocket', но хвоя более интенсивного сине-серебристого оттенка[4].
- 'Blue Arrow' (syn.: Juniperus virginiana 'Blue Arrow'). Узкая колонновидная форма. Высота 1,5—2,5 м, ширина 0,1—0,5 м. При благоприятных условиях в возрасте 10 лет может достичь высоты 3 м. Хвоя игловидная и чешуйчатая, сине-зелёная со стальным оттенком. Сорт имеет премию AGM (Royal Horticultural Society)[4][5]. В отличие от сорта 'Skyrocket' он имеет более короткие ветви, которые не гнутся под тяжестью снега. Хвоя при растирании имеет специфический аромат[6]. Зоны морозостойкости: от 3b до более тёплых[7].
- 'Blue Heaven'. Пирамидальная форма. Крона плотная. В возрасте 10 лет высота около 2 м, ширина около 1 м. Хвоя привлекательного голубовато-стального оттенка. Зимняя окраска не отличается от летней. Зоны морозостойкости: от 3b до более тёплых[4].
- 'Blue Sabre'. Узкая колонновидная форма. В возрасте 10 лет высота около 2,5 м, ширина около 0,8 м в ширину после 10 лет. Хвоя сине-зелёная со стальным оттенком. Зоны морозостойкости: от 3b до более тёплых[4].
- 'Blue Trail'. Пирамидальная форма. Хвоя сине-зелёная со стальным оттенком. Достигает высоты 6 м, при 1,8 м в диаметре[4].
- 'Cologreen' (syn.: 'Colorado Green').
- 'Colorado Green' (syn.: 'Cologreen'). Пирамидальная форма с зелёной хвоей. В возрасте 10 лет достигает высоты 3 м, при ширине 1 м. Зрелые экземпляры имеют размеры 6х2 м[4].
- 'Dew Drop'. Коническая форма. Крона плотная. В возрасте 10 лет достигает высоты 2,5 м, при ширине 1 м. Цвет хвои серо-зелёный[4].
- 'Erecta Glauca'. Пирамидальная форма. В возрасте 10 лет достигает высоты 3 м, при ширине 1,3 м. Цвет хвои стальной[4].
- 'Gray Gleam'. Коническая форма. Крона очень плотная. Хвоя серебристо-серая, зимой цвет более интенсивный. Растет относительно медленно, 10-летний куст достигает 2 м в высоту и 0,7 м в диаметре; вырастает до 4,5 м в высоту и 1,8 м в диаметре. Зоны морозостойкости: от 3b до более тёплых[4].
- 'Greenspire'. Узкая столбчатая форма с зелёной хвоей[4].
- 'Hilborn’s Silver Globe'. Коническая, широкая, медленно растущая форма. В возрасте 10 лет размеры 0,8×0,8 м. Ежегодный прирост побегов около 8 см. Хвоя голубоватого оттенка[4].
- 'Medora'. Медленно растущая узкая колонновидная форма. Хвоя голубоватая[4].
- 'Moffat Blue' (syn.: 'Moffettii'). Крона плотная, широко-пирамидальная. Хвоя сине-зелёная. В возрасте 10 лет высота около 3 м, ширина около 1 м. Максимальные размеры: 6×1,3 м. Для районов с влажным климатом не рекомендуется. Зоны морозостойкости: от 3b до более тёплых[4].
- 'Monam' (syn.: Blue Creeper™). Низкая распростёртая форма. В возрасте 10 лет достигает высоты 0,6 м, при диаметре кроны до 2,4 м. Хвоя светло-синего оттенка[4].
- 'Monwade' (syn.: Green Ice™). Пирамидальная форма. В возрасте 10 лет достигает высоты 4,5 м, при диаметре кроны до 3 м. Хвоя зелёная и серо-стального оттенка[4].
- 'Moonglow' (syn.: Juniperus virginiana 'Moonglow'). Широко-пирамидальная форма, похож на 'Blue Heaven'. В возрасте 10 лет достигает высоты 2,5 м, при диаметре кроны до 1 м. Хвоя яркого серебристо-синего цвета, зимой более интенсивного[4].
- 'Moonglow Variegated'. Коническая форма. Высота от 3 до 5 м. Хвоя пёстрая, голубовато-зелёная с серым оттенком. Зоны морозостойкости: от 5а до более тёплых[8].
- 'Pathfinder'. Пирамидальная форма. В возрасте 10 лет достигает высоты 2 м, при диаметре кроны до 0,8 м. Итоговая высота около 5 м, при ширине около 2 м[4].
- 'Skyrocket'. Широко распространённая узкая столбчатая форма. Ветви толстые. Побеги тонкие, растут вертикально вверх, плотно прижимаясь друг к другу. Хвоя в основном чешуйчатая, серебристо-сине-зелёная. В возрасте 10 лет достигает высоты 2,5 м, при диаметре кроны до 0,3 м. Итоговая высота около 6 м. Чувствителен к грибковым заболеваниям, которые вызывают отмирание побегов. Зараженные побеги следует обрезать и сжигать[4].
- 'Silver King'. Распростёртая форма. В возрасте 10 лет достигает высоты 0,6 м, при диаметре кроны до 2 м. Хвоя в основном чешуйчатая, голубого цвета[4].
- 'Silver Star'. Напоминает 'Skyrocket', но немного менее плотный и более медленно растущий. Часть хвои лишена хлорофилла и имеет кремово-белый цвет[4].
- 'Springbank'. Узкая столбчатая форма. В возрасте 10 лет достигает высоты 2,2 м, при диаметре кроны до 0,7 м. В итоге вырастает до 4 м в высоту, при ширине 1,2 м. Концы побегов имеют «растрёпанный» вид. Хвоя тонкая, интенсивно серебристо-синяя. Хорошо растёт в полном солнце[4].
- 'Sutherland'. Столбчатая форма. Хвоя зелёная со стальным оттенком. В возрасте 10 лет достигает высоты 6 м, при диаметре кроны до 1,8 м[4].
- 'Table Top Blue'. Форма кроны овальная. Ветви расположены плотно. В возрасте 10 лет достигает высоты 2 м, при диаметре кроны до 2,5 м. Хвоя серебристо-синяя[4].
- 'Tolleson’s Blue Weeping'. Столбчатая форма. Ветви поникающие. Хвоя голубовато-зелёного цвета[4].
- 'Tolleson’s Green Weeping'. Столбчатая форма. Ветви поникающие. Хвоя зелёного цвета[4].
- 'Welchii'. Плотная, пирамидальная форма. В возрасте 10 лет достигает высоты 3 м, при диаметре кроны до 1 м. Цветовая гамма хвои разнообразная, серебристо-сине-зелёная. Сорт несколько напоминает 'Moffettii'. Зоны морозостойкости: от 3b до более тёплых[4].
- 'Wichita Blue'. Широкая конусовидная быстро растущая форма. В возрасте 3-х лет высота около 1,5 м. В возрасте 10 лет достигает высоты 2 м, при диаметре кроны до 0,8 м. Итоговая высота до 6—7 м, ширина 2,5—3 м. Хвоя голубоватая. Зимняя и летняя окраска одинаковы. Рекомендуется высаживать на солнечных местах[4].
- 'Winter Blue'. Распростёртая форма. В возрасте 10 лет достигает высоты 0,4 м, при диаметре кроны до 1,5 м. Хвоя серебристо-голубоватая[4].